# Pogromo de Estambul
El Pogromo de Estambul (también conocido como los Disturbios de Estambul; en griego, Σεπτεμβριανά, eventos de septiembre; en turco, 6–7 Eylül Olayları, "eventos del 6-7 de septiembre") fue un pogromo que tuvo lugar entre el 6 y el 7 de septiembre de 1955 y estuvo dirigido principalmente contra las 150.000 personas que conformaban la minoría griega en Estambul. Los judíos y armenios que vivían en la ciudad y sus negocios también fueron objeto del pogromo, que supuestamente había sido orquestado por los militares del Departamento Especial de Guerra que incluía a la rama turca de la Operación Gladio denominada Contra-Guerrilla. Asimismo, se sospechó de la participación del Partido Demócrata Turco en el gobierno.
Los eventos se desencadenaron por una noticia falsa sobre el bombardeo el día anterior de la casa en Salónica (Grecia), donde había nacido Mustafa Kemal Atatürk en 1881.
Una turba turca, la mayoría de los cuales había sido transportada con anterioridad a la ciudad, asaltó a la comunidad griega de Estambul durante nueve horas. Muchas personas sufrieron humillaciones y cosas peores. Aunque la multitud no hizo un llamado explícito a matar griegos, más de una docena de personas murieron durante el pogromo o después del mismo, como resultado de las golpizas e incendios premeditados.
El pogromo aceleró en gran medida la emigración de griegos étnicos (Rum, en turco) de la región de Estambul, cuya población minoritaria griega se redujo de 135.000 en 1924 a alrededor de 7000 por 1978. Según las cifras publicadas en el 2008 por el Ministerio de Asuntos Exteriores de Turquía, el número actual de ciudadanos turcos de ascendencia griega era de 3,000–4,000. Sin embargo, según el Human Rights Watch, la población griega en Turquía se estimaba, al año 2006, en 2.500.
Algunos ven el pogromo como una continuación del proceso de turquificación que se inició con el declive del Imperio otomano,

 más que ser un asunto contemporáneo y bilateral. Para apoyar este argumento, se aduce el hecho de que apenas 40 por ciento de las propiedades pertenecían a otras minorías.

## Antecedentes

### Los griegos de Estambul
Constantinopla (la moderna Estambul) fue la capital del Imperio bizantino hasta 1453, cuando la ciudad fue conquistada por las tropas otomanas. Sin embargo, una gran comunidad griega continuó viviendo en la ciudad. La población griega, particularmente los fanariotas, desempeñó un rol significativo en la vida social y económica de la ciudad y en la vida política y diplomática del Imperio otomano en general. Esta situación continuó tras el establecimiento de un Estado griego independiente en 1829. Incluso varios griegos étnicos sirvieron en el servicio diplomático otomano durante el siglo XIX.
Tras la guerra Greco-Turca (1919-1922), el colapso del Imperio Otomano y el establecimiento de la República de Turquía, se firmó un acuerdo de intercambio de poblaciones entre Grecia y Turquía que dio como resultado el desarraigo de todos los griegos en Turquía (y de los turcos en Grecia) del lugar donde habían vivido por siglos. Sin embargo, debido al fuerte vínculo emocional de los griegos con su antigua capital, así como por la importancia del Patriarca Ecuménico para la Iglesia Ortodoxa griega y de todo el mundo, la población griega de Estambul estuvo específicamente exenta y se le permitió permanecer allí. No obstante, esta población comenzó a declinar, como se evidencia por las estadísticas demográficas.
Las medidas punitivas, tales como la ley parlamentaria de 1932, prohibieron a los ciudadanos griegos vivir en Turquía de una serie de 30 negocios y profesiones, desde la sastrería y carpintería hasta la medicina, el derecho y el corretaje de bienes raíces. El impuesto a la riqueza impuesta en 1942 también sirvieron para reducir el poder económico de los hombres de negocio griegos en Turquía.

### Contexto
A principios de la década de 1950, Turquía tenía estrechas relaciones con Grecia. En 1952, Pablo de Grecia se convirtió en el primer monarca griego en visitar a un jefe de Estado turco, a lo que pronto siguió la visita del presidente turco Celal Bayar a Grecia. Sin embargo, las relaciones se agriaron a partir de 1953, cuando comenzó la lucha armada de los grecochipriotas, la mayoría de la población de la isla, con el objetivo de lograr la unión política de Chipre con Grecia. Poco después, Georgios Grivas formó la organización armada EOKA. Este giro de los acontecimientos fue explotado políticamente en Turquía por los nacionalistas turcos de Kibris Türktür Cemiyeti (Chipre es turco), aunque la EOKA nunca había atacado a la comunidad turcochipriota antes de los pogromos contra los griegos de septiembre de 1955.
El pogromo fue provocado por la apelación griega a la ONU para demandar la autodeterminación de Chipre. Los británicos que tenían el mando instaron a ambas partes a encontrar una solución pacífica a la disputa de Chipre. Los nacionalistas griegos trataron de pacificar a la fuerza a la población turco-chipriota de forma que el Partido Demócrata gobernante realizara una demostración de fuerza para convencer a los griegos que, en última instancia, la anexión fracasaría, antes que iniciara la Conferencia Tripartita de Londres el 29 de agosto. El objetivo británico en la conferencia era impedir que Grecia llevara la disputa al Consejo de Seguridad de Naciones Unidas, pues prefería que permaneciera como un asunto entre Grecia y Turquía ante la posibilidad de que pudiera ser calificada como una lucha anticolonialista. Para este fin, animó a Turquía a agitar Grecia. En agosto de 1954, el embajador británico dio un discurso en el que sostuvo que los lazos greco-turcos eran superficiales, de modo que nada se perdería si algo llegara a suceder a la casa de Ataturk en Salónica, por ejemplo. Más claramente, un funcionario de la Foreign Office dijo que un poco de agitación sería beneficiosa para Turquía. Por su parte, el parlamentario John Strachey afirmó que, en cualquier caso, Turquía tenía una gran minoría étnica griega en Estambul como una carta para jugar contra Grecia, si consideraba la posibilidad de anexarse Chipre.
Desde 1954, varios estudiantes nacionalistas y organizaciones irredentistas, como la Federación Nacional de Estudiantes turco (en turco, Türkiye Milli Talebe Federasyonu), el Sindicato Nacional de Estudiantes Turcos, el editor del importante periódico Hürriyet y "Chipre es una asociación turca" (en turco, Kıbrıs Türktür Cemiyeti), protestaron contra la minoría griega y el Patriarcado Ecuménico.

## Los hechos
Una manifestación de protesta en la noche del 6 de septiembre, organizada por las autoridades de Estambul, sobre la cuestión de Chipre y el bombardeo de la casa de Atatürk fue la tapadera para amontonar a los alborotadores. A las 13:00 horas, se anunciaron por radio noticias sobre el bombardeo. Sin embargo, la mayoría de las personas en ese momento no tenían radios, por lo que tuvieron que esperar hasta las 16:30, cuando el diario İstanbul Ekspres, que estaba asociado con el DP y el Servicio de Seguridad Nacional (NSS), imprimió la noticia.
A las 17:00, los disturbios comenzaron en la plaza Taksim y se extendieron durante la noche por el antiguo distrito de Beyoğlu (Pera), con destrucción y saqueo de propiedades comerciales griegas, particularmente a lo largo de la calle Yüksek Kaldırım. A las seis de la tarde, muchas de las tiendas griegas de la principal calle comercial de Estambul, la avenida de İstiklal, fueron saqueadas. Muchas calles comerciales estaban llenas de mercancías y accesorios arrancados de negocios de propiedad griega. Según el relato de un testigo presencial de un dentista griego, la multitud coreó "Muerte a los Giaours " (no turcos), "Masacre a los traidores griegos", "Abajo Europa" y "Avancemos a Atenas y Tesalónica" mientras atacaban. Como era de esperar, la situación pronto se salió de control y las turbas gritaban "Primero tu propiedad. Luego tu vida".
El motín se calmó a la medianoche con la intervención del ejército turco y la declaración de la ley marcial . A la policía, que apoyó los ataques preparando y organizando los operativos, se le ordenó mantener una postura pasiva y dejar que la turba deambulara libremente por las calles de la ciudad y cometiera atrocidades contra la población civil. La milicia y la policía turcas que coordinaron los ataques se abstuvieron de proteger la vida y las propiedades de las víctimas. Su función, en cambio, era preservar las propiedades turcas adyacentes. Sin embargo, hubo algunos casos en los que los agentes de policía impidieron la actividad delictiva. Por otro lado, los bomberos, cada vez que llegaban a un incendio, afirmaban que no podían hacerle frente.

### Resistencia
Hay relatos de protección ofrecida a las minorías por sus conciudadanos que lograron defenderse. El equipo más organizado se reunió detrás del capitán de la fuerza aérea Reşat Mater. Mater estaba fuera de servicio y visitaba su casa en la calle Muhasebeciler de Cevizli, que estaba justo al lado del punto de reunión, İstiklal Caddesi. Mater primero escondió a algunos de sus vecinos en su casa, luego salió a la calle con su arma y su uniforme. Los muchachos del barrio se unieron a él, trayendo implementos domésticos como armas sustitutas. La multitud pasó de largo después de ver la barricada.
Más tarde, Mater ascendió hasta convertirse en Comandante de la Fuerza Aérea, lo que lo convirtió en el tercero en la línea de mando militar. Su hijo Tayfun, que presenció el pogromo, mantiene vínculos con los que sobrevivieron y huyeron a Grecia.

## Reacciones

### En Grecia
En Grecia, Oktay Engin y el empleado del consulado Hasan Uçar fueron detenidos el 18 de septiembre. Engin fue acusado primero de ejecutar el ataque, pero presentó una coartada, por lo que el cargo se redujo a incitación. Estuvo detenido durante nueve meses. Tres meses después, escapó a Turquía antes de que los tribunales griegos lo condenaran a 3,5 años. Además, Turquía rechazó la solicitud de extradición de Grecia.

### En Turquía
Tras los hechos, 3.151 personas fueron detenidas inmediatamente, el número de detenidos ascendió posteriormente a 5.104. El 7 de septiembre, el gobierno de Menderes cerró la Asociación "Chipre es Turco" (CTA) y arrestó a sus ejecutivos. Se disolvieron 34 sindicatos. El Ministro del Interior Namık Gedik dimitió el 10 de septiembre.

## Pagos de compensación
El paquete de compensación asignado por la Asamblea turca fue de solo 60 millones de liras turcas, mientras que en tres días ya se habían presentado solicitudes por un total de TL 69,6 millones (USD 24,8 millones). Mientras que se entregaron 12,7 millones de liras turcas a las iglesias en concepto de indemnización de los 39 millones de liras turcas reclamadas por daños y perjuicios, el resto de los 60 millones de liras turcas se distribuyó entre los solicitantes.
Sin embargo, los pagos de indemnización no superaron el 20% de las reclamaciones que se realizaron, dado que los activos se habían depreciado drásticamente.

## Legado internacional
En agosto de 1995, el Senado de los Estados Unidos aprobó una resolución especial con motivo del pogromo de septiembre de 1955, en la que pedía al presidente Bill Clinton que proclamara el 6 de septiembre como Día de la Memoria de las víctimas del pogromo.

## Tendencias anti-griegas actuales en Turquía
A partir de 2013, el popular programa de televisión turco Ustura Kemal supuestamente retrató al pueblo griego de manera negativa. El programa contó con varios personajes griegos como prostitutas y traidores. Esto dio lugar a quejas por parte de los representantes de las comunidades griegas locales, ya que tendencias similares desencadenaron el estallido de pogromos contra los griegos y expulsiones masivas durante las décadas de 1950 y 1960. El actor principal de la serie, Oktay Kaynarca, negó las acusaciones de una escena con motivos raciales.